# Schistostege dinarica
Schistostege dinarica là một loài bướm đêm trong họ Geometridae.